# Tipula (Microtipula) mulfordi
Tipula (Microtipula) mulfordi is een tweevleugelige uit de familie langpootmuggen (Tipulidae). De soort komt voor in het Neotropisch gebied.